# Bezanozano (volk)
De Bezanozano ('veel kleine vlechten', een verwijzing naar hun gebruikelijke haarstijl), ook wel Antaiva genoemd, zijn een etnische groep in Madagaskar. Mogelijk zijn de Bezanozano een subgroep van de Sakalava.

## Verspreiding
De Bezanozano leven in een gebied ten oosten van de Merina, in het centrale gedeelte van Madagaskar. De oostelijke grens van het grondgebied wordt begrensd door de laaglanden waar de Betsimisaraka leven.

## Geschiedenis

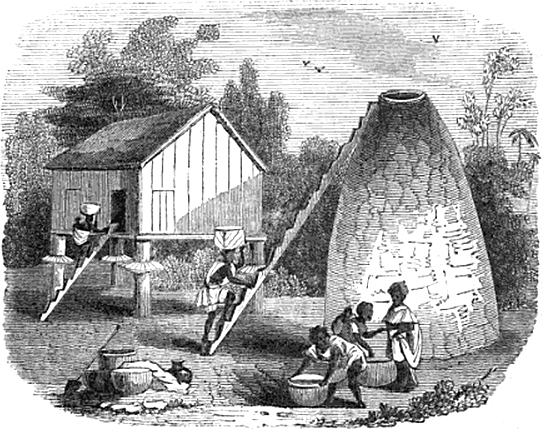
opslagplaatsen van de Bezanozano

De Bezanozano noemden hun grondgebied vroeger 'Ankay' en leefden daar in ommuurde dorpen, elk met een eigen opperhoofd. De Bezanozano waren overwegend commercieel ingesteld. Ze legden zich bijvoorbeeld toe op de bijenteelt en kregen hier veel handigheid in. Dankzij de gunstige ligging tussen het Merina-koninkrijk en de oostkust van Madagaskar konden de Bezanozano ook veel geld verdienen door slaven aan de Merina te verkopen. Zelf hadden de Bezanozano zoveel slaven, dat er een risico ontstond. In 1768 riepen de Bezanozano daarom de hulp in van Europa om een eventuele slavenopstand neer te kunnen slaan. Net als veel Malagassiërs waren de Bezanozano ook bedreven in het verbouwen van rijst. Na de oogst werd de rijst opgeslagen in opslagplaatsen op palen, zodat knaagdieren er niet bij konden.
Dit alles zorgden ervoor dat de Bezanozano veel rijkdom en macht verkregen. Uiteindelijk werden de verschillende Bezanozano-nederzettingen verenigd onder één koning, Randrianjomoina genaamd. Zijn regering was echter van korte duur, enige tijd na zijn kroning werd Ankay door de Merina-koning Radama I ingenomen.

## Cultuur en religie
Het overgrote deel van de Bezanozano zijn animisten. Van de Merina hebben de Bezanozano diverse gebruiken overgenomen, zoals het famadihana, oftewel het 'omdraaien van de beenderen'. Dit is een ceremonie waarbij tombes van overleden familieleden worden geopend en het lijk wordt voorzien van een nieuw doodskleed.